# کنگ سفلی
کنگ سفلی روستایی در دهستان زاوه بخش مرکزی شهرستان زاوه استان خراسان رضوی ایران است. بر پایه سرشماری عمومی نفوس و مسکن در سال ۱۳۹۰ جمعیت این روستا ۷۰۳ نفر (در ۲۲۳ خانوار) بوده است.